# Carrer de la Font de Fontllonga
El Carrer de la Font de Fontllonga és una carrer de Fontllonga, al municipi de Camarasa (Noguera) inclòs a l'Inventari del Patrimoni Arquitectònic de Catalunya.

## Descripció
Es tracta d'un carrer d'un sol tram, vorejat d'edificis entre mitgeres de tipologia popular, de planta baixa per l'estabulació, pis per a habitatge i golfa. Els portals d'accés amb pedra treballada, de mig punt i claus amb escut. La resta de façana amb carreus irregulars de pedra del país i coberta de teula. Al principi del carrer es troba la font que li dona nom.